# Spy (série de televisão)
Spy é uma série de televisão britânica criada e escrita por Simeon Goulden. A sua primeira temporada foi exibida em 14 de outubro de 2011, pelo canal Sky1 no Reino Unido, bem como por serviço de vídeo online Hulu nos Estados Unidos. A segunda temporada foi ao ar em 19 de outubro de 2012, terminando com um especial de Natal em 26 de dezembro de 2012.

## Elenco
| Personagem         | Ator/Atriz                                               | Temporadas |
| ------------------ | -------------------------------------------------------- | ---------- |
| Tim Elliot         | Darren Boyd                                              | 2011–2012  |
| Marcus Elliot      | Jude Wright                                              | 2011–2012  |
| The Examiner       | Robert Lindsay                                           | 2011–2012  |
| Judith Elliot      | Dolly Wells                                              | 2011–2012  |
| Philip Quil        | Tom Goodman-Hill (1º temporada) Mark Heap (2º temporada) | 2011–2012  |
| Chris Pitt-Goddard | Mathew Baynton                                           | 2011–2012  |
| Caitlin Banks      | Rebekah Staton                                           | 2011–2012  |
| Paula Abdul        | Rosie Cavaliero                                          | 2011       |
| Moritz Skenk       | Ed Coleman                                               | 2011–2012  |
| Justine            | Ellie Hopkins                                            | 2011–2012  |
| Marion Portis      | Terence Maynard                                          | 2011–2012  |
| Owen               | Miles Jupp                                               | 2012       |
| Nick Chin          | Frank Kauer                                              | 2012       |
| David Chin         | ?                                                        | 2012       |

## Lista de episódios

### 1º temporada (2011)
| Total no. | Episódio no. | Título               | Direção    | Roteiro        | Data de exibição    |
| --------- | ------------ | -------------------- | ---------- | -------------- | ------------------- |
| 1         | 1            | "Codename: Loser"    | Ben Taylor | Simeon Goulden | 14 outubro de 2011  |
| 2         | 2            | "Codename: Tramp"    | Ben Taylor | Simeon Goulden | 21 outubro de 2011  |
| 3         | 3            | "Codename: Grades"   | Ben Taylor | Simeon Goulden | 28 outubro de 2011  |
| 4         | 4            | "Codename: Bookclub" | Ben Taylor | Simeon Goulden | 4 novembro de 2011  |
| 5         | 5            | "Codename: Blood"    | Ben Taylor | Simeon Goulden | 11 novembro de 2011 |
| 6         | 6            | "Codename: Portis"   | Ben Taylor | Simeon Goulden | 18 novembro de 2011 |

### 2º temporada (2012)
| Total no. | Episódio no. | Título                        | Direção        | Roteiro        | Data de exibição    |
| --------- | ------------ | ----------------------------- | -------------- | -------------- | ------------------- |
| 7         | 1            | "Codename: Growing Rogue"     | John Henderson | Simeon Goulden | 19 outubro de 2012  |
| 8         | 2            | "Codename: Riding High"       | John Henderson | Simeon Goulden | 26 outubro de 2012  |
| 9         | 3            | "Codename: Lie Hard"          | John Henderson | Simeon Goulden | 2 novembro de 2012  |
| 10        | 4            | "Codename: Mistaken Identity" | John Henderson | Simeon Goulden | 9 novembro de 2012  |
| 11        | 5            | "Codename: Family Bonds"      | John Henderson | Simeon Goulden | 16 novembro de 2012 |
| 12        | 6            | "Codename: Citizen Lame"      | John Henderson | Simeon Goulden | 23 novembro de 2012 |
| 13        | 7            | "Codename: Ball Busted"       | John Henderson | Simeon Goulden | 30 novembro de 2012 |
| 14        | 8            | "Codename: Double Oh"         | John Henderson | Simeon Goulden | 7 dezembro de 2012  |
| 15        | 9            | "Codename: Pulp Friction"     | John Henderson | Simeon Goulden | 14 dezembro de 2012 |
| 16        | 10           | "Codename: Last Scupper"      | John Henderson | Simeon Goulden | 21 dezembro de 2012 |

### Especial de Natal (2012)
| Total no. | Episódio no. | Título                   | Direção        | Roteiro        | Data de exibição    |
| --------- | ------------ | ------------------------ | -------------- | -------------- | ------------------- |
| 17        | 1            | "Codename: Show Stopper" | John Henderson | Simeon Goulden | 26 dezembro de 2012 |

## Recepção
A série recebeu críticas variadas. Olly Grant do The Telegraph descreveu a nova série como "uma pequena comédia muito promissora, e [Robert] Lindsay é particularmente bom em cena." A estréia foi descrita por Ben Arnold do The Guardian como uma "oferta esperançosa". O segundo episódio da série foi denominado "medíocre" por Catherine Gee do The Telegraph, mas Jack Seale do Radio Times escreveu "Não importa que todo mundo seja louco e nada real, assim como muitos sitcoms dos EUA (...) Spy continua distribuindo rápidos, baratos e satisfazendo risos."

## Lançamento em DVD
A primeira temporada completa foi lançada em DVD em 5 de novembro de 2012. A segunda temporada de Spy foi lançada em DVD em 29 de julho de 2013.

## Remake
Uma versão americana foi produzida pela rede ABC estrelando Rob Corddry como Tim Elliot, com Mason Cook, Paget Brewster, Moshe Kasher, Camille Guaty e Ken Jeong no elenco principal. O programa foi produzido pela ABC Studios e Hat Trick Productions, com Simeon Goulden, Jimmy Mulville e Helen Williams como produtores executivos. A série foi escrita por Simeon Goulden com direção de Alex Hardcastle.